# Línea R15
La línea R15 de Rodalies de Catalunya es una línea de ferrocarril en Cataluña que realiza servicios regionales entre Barcelona-Estación de Francia y Ribarroja de Ebro por Tarragona y Reus. Operada por Renfe Operadora, circula a través de vías de ancho ibérico propiedad de Adif.
Denominada línea 36 por Renfe Operadora y línea R15 por la Generalidad de Cataluña, anteriormente denominada línea Ca3 antes del traspaso de Cercanías y Regionales por parte del Ministerio de Fomento a la Generalidad en 2010.

## Líneas por donde transcurre el servicio
- Línea Barcelona-Vilanova-Valls (Barcelona vía túnel de Aragón - San Vicente de Calders)
- Línea Barcelona-Martorell-Vilafranca-Tarragona (Sant Vicente de Calders - Tarragona)
- Línea Tarragona-Reus-Picamoixons-Lérida (Tarragona-Reus)
- Línea Reus-Caspe (Reus - Ribarroja de Ebro)